# Mallada
Mallada is een geslacht van insecten uit de familie van de gaasvliegen (Chrysopidae), die tot de orde netvleugeligen (Neuroptera) behoort.

## Soorten
- M. adamsi (New, 1980)
- M. albofacialis Winterton, 1995
- M. alcines (Banks, 1940)
- M. alticolus (Banks, 1931)
- M. anpingensis (Esben-Petersen, 1913)
- M. araucariae (Tillyard, 1917)
- M. basalis (Walker, 1853)
- M. bertrani (Navás, 1931)
- M. caesus (Navás, 1929)
- M. camptotropus X.-k. Yang & Jiang in Jiang et al., 1998
- M. clavatus C.-k. Yang & X.-k. Yang, 1991
- M. crassoneurus (Van der Weele, 1909)
- M. chailensis (Ghosh, 1977)
- M. darwini (Banks, 1940)
- M. desjardinsi (Navás, 1911)
- M. dierli (Hölzel, 1973)
- M. dispar (Kimmins, 1952)
- M. dubius (Hölzel, 1973)
- M. eurycistus (Navás, 1914)
- M. flaveolus (Schneider, 1851)
- M. flavimaculus C.-k. Yang & X.-k. Yang, 1991
- M. herasinus (Navás, 1929)
- M. ignitus (Navás, 1910)
- M. incurvus C.-k. Yang & X.-k. Yang, 1991
- M. innotatus (Walker, 1853)
- M. isophyllus C.-k. Yang & X.-k. Yang, 1991
- M. khandalensis (Navás, 1932)
- M. khandalinus (Navás, 1931)
- M. kinnaurensis (Ghosh, 1977)
- M. krakatauensis (Tsukaguchi in Tsukaguchi & Yukawa, 1988)
- M. lavatus (Navás, 1914)
- M. maculithorax (Kimmins, 1936)
- M. madestes (Banks, 1911)
- M. maquilingi (Banks, 1937)
- M. meloui (Navás, 1924)
- M. metastigma (Tillyard, 1917)
- M. morotus (Banks, 1915)
- M. murreensis (Tjeder, 1963)
- M. nanningensis C.-k. Yang & X.-k. Yang, 1991
- M. neglectus (Banks, 1931)
- M. nepalicus (Hölzel, 1973)
- M. nesophilus (Navás, 1920)
- M. neus (Navás, 1912)
- M. nigrilabrus C.-k. Yang & X.-k. Yang, 1991
- M. notalis (Navás, 1914)
- M. noumeanus (Navás, 1910)
- M. nuristanus (Hölzel, 1982)
- M. oblongus (Hölzel, 1973)
- M. obvius (Hölzel, 1973)
- M. opimus (Hölzel, 1973)
- M. personatus (Navás, 1934)
- M. rocasolanoi (Navás, 1929)
- M. sanvitoresi (Navás, 1914)
- M. satilota (Banks, 1910)
- M. signatus (Schneider, 1851)
- M. sumatrensis (Esben-Petersen, 1926)
- M. traviatus (Banks, 1940)
- M. tripunctatus (McLachlan, 1867)
- M. tropicus (Hagen, 1858)
- M. vartianorum (Hölzel, 1973)
- M. viridianus C.-k. Yang & X.-k. Yang, 1991
- M. yangae C.-k. Yang & X.-k. Yang, 1991